# 레드배드
《레드배드》(Redbad)는 네덜란드에서 제작된 로엘 르네 감독의 2018년 모험 영화이다. 헤이스 나버르 등이 주연으로 출연하였다.

## 출연

### 주연
- 헤이스 나버르
- 조나단 뱅스
- 루에스 하버코트
- 소렌 맬링

### 조연
- 레니 소우텐디크
- 데릭 드 린트
- 티보 반덴보르레
- 허브 스타펠
- 리사 스밋
- 에그버트 잔 위버

## 기타
- 제작총괄: 로엘 르네